# Розсвітівська сільська рада (Романовський район)
Розсві́тівська сільська рада (рос. Рассветовский сельский совет) — сільське поселення у складі Романовського району Алтайського краю Росії.
Адміністративний центр та єдиний населений пункт — селище Розсвіт.

## Населення
Населення — 267 осіб (2019; 342 в 2010, 455 у 2002).